# Botanophila humeralis
Botanophila humeralis är en tvåvingeart som först beskrevs av Zetterstedt 1838.  Botanophila humeralis ingår i släktet Botanophila och familjen blomsterflugor.
Artens utbredningsområde är Sverige. Inga underarter finns listade i Catalogue of Life.